# Gros-Réderching
Gros-Réderching é uma comuna francesa na região administrativa de Grande Leste, no departamento de Mosela. Estende-se por uma área de 15,73 km². Em 2010 a comuna tinha 1 386 habitantes (densidade: 88,1 hab./km²).